# Kopparrörbock
Kopparrörbock (Donacia brevicornis) är en skalbaggsart som beskrevs av Ahrens 1810. Den ingår i släktet rörbockar och familjen bladbaggar.

## Beskrivning
En avlång skalbagge med metalliskt kopparfärgad kropp inklusive antenner och ben. Mellankroppen har ett matt utseende på grund av sina många punkter, medan täckvingarna är punkterade framtill och tvärrynkiga baktill. Kroppslängden varierar mellan 7 och 8,5 mm.

## Utbredning
Utbredningsområdet omfattar Central- och Nordeuropa från Frankrike i väster, Norditalien och nordvästra Balkan i söder, norra Sverige i norr samt Ryssland och Lettland i öster. Utanför Europa har den även påträffats i Algeriet.
I Sverige förekommer den i Götaland, Svealand och längs Norrlandskusten. I Finland är den observerad i sydvästra delen av landet, ungefärlig utsträckning norrut till Birkaland, österut till Päijänne-Tavastland. Arten är klassificerad som livskraftig ("LC") i Sverige, medan den i Finland är rödlistad som sårbar ("VU"). Situationen har emellertid förbättrats i Finland; 2000 var den rödlistad som starkt hotad ("EN").

## Ekologi
Arten lever i stilla eller långsamflytande vatten. Den kan även gå ut i brackvatten. Larven lever under vattenytan på sävarter som Schoenoplectus heterochaetus, sjösäv samt möjligen också blåsäv och havssäv. De vuxna individerna lever av pollen.